# Görögország vasúti közlekedése
Görögország nemzeti vasúttársasága az OSE. Az országban négy különböző nyomtáv található: 1435 mm-es 1565 km hosszan, 1000 mm-es 961 km hosszan, 750 mm-es 22 km hosszan és 600 mm-es 20 km hosszan. Összesen 764 km vasútvonal villamosított.

## Vasúti kapcsolata más országokkal
- Albánia – nincs kapcsolat
- Bulgária – azonos nyomtáv
- Észak-Macedónia – azonos nyomtáv
- Törökország – azonos nyomtáv